# Солнечная аллея (Зеленоград)
Со́лнечная аллея — улица в Зеленоградском административном округе Москвы. Расположена между Панфиловским проспектом и Георгиевским проспектом. Образована в 1968 году.

## Описание
Одна из основных магистралей города — образует главное транспортное кольцо в Старом городе вместе с центральным участком Панфиловского проспекта, восточным участком проспектом генерала Алексеева, Центральным проспектом и восточным участком Георгиевского проспекта.
На всем протяжении имеет ширину 24,5 метров. Движение осуществляется по трём полосам в каждую сторону (в некоторых местах — по четырём). Для предотвращения выезда автомобилей на встречные полосы движения и несанкционированного перехода дороги пешеходами на протяжении всей разделительной полосы установили барьерное ограждение. Разрывы в нём есть в четырёх местах: на пересечении со Старокрюковским проездом, на выездах из 8-го и 9-го микрорайонов в районе детской поликлиники № 105, а также на выездах из пожарной части № 11 и с площадки особой экономической зоны «МИЭТ». Единственный четырёхсторонний перекрёсток с безымянными съездами в 8 и 9 микрорайоны расположен в районе детской поликлиники № 105, оборудован светофором. К улице справа примыкают: Старокрюковский проезд, 2 безымянных съезда в 8-й микрорайон; слева — 2 безымянных съезда в 9-й микрорайон, съезд к 11 пожарной части, съезд к ОЭЗ «МИЭТ» и к национальному исследовательскому университету МИЭТ.

## Реконструкция
В ходе реконструкции в 2012—2013 годах — аллея была расширена с четырёх до шести полос движения, «разрезан» круг на пересечении со Старокрюковским проездом (теперь там регулируемый перекрёсток), а также были построены 4 внеуличных пешеходных переходов: два подземных и два надземных. Пешеходные мосты оборудованы лифтами для инвалидов, а подземные тоннели — системой обогрева ступенек и пандусов для предотвращения образования льда зимой.

## Транспорт
- На участке от Панфиловского проспекта до Старокрюковского проезда (остановка «Универсам») по аллее проходят маршруты наземного городского транспорта — автобусы № 2, 3, 8 (к Панфиловскому проспекту), 9 (от Панфиловского проспекта), 11, 19, 21, 31, 32 (от Панфиловского проспекта)
- На участке от Старокрюковского проезда до Георгиевского проспекта — № 2, 3, 8 (к Панфиловскому проспекту), 9 (от Панфиловского проспекта), 11, 19, 31, 32.